# Śpiące psy
Śpiące psy (ang. Sleeping Dogs) – nowozelandzki film z 1977 roku w reżyserii Rogera Donaldsona, oparty na powieści Christiana K. Steada Smith's Dream z 1971 roku. Jest pierwszym fabularnym kolorowym filmem długometrażowym na taśmie 35 mm wyprodukowanym w Nowej Zelandii. Jest również filmem przełomowym dla kinematografii tego kraju, gdyż powstał po 11 latach przerwy w produkcji filmów i zapoczątkował powstawanie kolejnych produkcji. Jego premiera miała miejsce w Wintergarden w Auckland 6 października 1977 roku.

## Fabuła
Sam Neill pojawia się w roli mężczyzny nazwiskiem Smith, który po rozpadzie małżeństwa z powodu zdrady żony udaje się na wyspę zamieszkaną przez Maorysów. Zostaje tam wzięty omyłkowo za terrorystę, który dokonał zamachu w pobliskiej miejscowości, i aresztowany. Udaje się mu uciec i dołączyć do partyzantów walczących o wolność z prawicowym reżimem. W kraju panuje chaos i demoralizacja, a siły rządowe próbują zaprowadzić porządek za wszelką cenę. Amerykanie wysyłają swoje wojsko, ale porucznik Willoughby (w tej roli Warren Oates) bardziej niż konfliktem zainteresowany jest kobietami i alkoholem. Smith, który liczył, że uda mu się wyplątać z uczestnictwa w wojnie domowej, ponownie zostaje w nią zaangażowany przez lidera buntowników Bullena (Ian Mune). Obaj toczą beznadziejną walkę z otaczającym ich wrogiem.

## Obsada
Na podstawie Filmwebu.

- Sam Neill – Smith
- Ian Mune – Bullen
- Warren Oates – porucznik Willoughby
- Donna Akersten – Mary
- Ian Watkin – Dudley
- Bernard Kearns – premier
- Dorothy McKegg – matka Glorii
- Clyde Scott – Jesperson
- Nevan Rowe – Gloria
- Raf Irving – reporter

## O filmie
Film był debiutem reżysera Rogera Donaldsona (wcześniej reżyserującego reklamy telewizyjne), a także aktora Sama Neilla. Jako pierwszy film w historii kina nowozelandzkiego trafił do szerokiej dystrybucji w Stanach Zjednoczonych. Nie został doceniony przez krytyków, ani nie zdobył nagród, obejrzało go jednak 250 tys. widzów w kinach Nowej Zelandii, nie licząc osób oglądających go w kolejnych latach. Film cieszył się popularnością także w Związku Radzieckim. Zarówno powieść, jak i film, są przestrogą przed ekstremizmem oraz podkreślają obawy przed wojną, taką jak wojna wietnamska zakończona w 1975 roku.